# フィール・イット・ボーイ
「フィール・イット・ボーイ」(Feel It Boy)は、ビーニ・マンとジャネット・ジャクソンの楽曲。ビーニ・マンの15枚目のスタジオ・アルバム『トロピカル・ストーム』から2枚目のシングルとして発売された。
ミュージック・ビデオはカリフォルニア州・マリブに位置するウェストワード・ビーチで撮影が行われた。

## 収録曲
日本盤 マキシ・シングル
1. フィール・イット・ボーイ・フィーチャリング・ジャネット (レディオ・エディット) - 3:22
2. フィール・イット・ボーイ・フィーチャリング・ジャネット (ディープ・ディッシュ・ダンスホール・リミックス) - 12:13
3. フィール・イット・ボーイ・フィーチャリング・ジャネット (ジャズト・ブレイズ・リミックス・エクステンディッド) - 5:24
4. フィール・イット・ボーイ・フィーチャリング・ジャネット (ジョイント・カストディ・リミックス・エクステンディッド) - 5:56
5. フィール・イット・ボーイ・フィーチャリング・ジャネット (アルバム・インストゥルメンタル) - 3:56